# Ifeanyi Mathew
Ifeanyi Mathew (Kaduna, 20 gennaio 1997) è un calciatore nigeriano, di ruolo centrocampista, attualmente svincolato.

## Carriera

### Club
Mathew ha giocato con la maglia degli El-Kanemi Warriors, prima di passare ai Kano Pillars con la formula del prestito. A luglio 2016 si è unito ai norvegesi del Lillestrøm per sostenere un provino, nell'ottica di valutarne il possibile ingaggio. Il 28 luglio è stato ingaggiato ufficialmente e ha firmato un contratto quadriennale col nuovo club. Ha scelto di vestire la maglia numero 6. Ha esordito in Eliteserien l'11 settembre successivo, subentrando a Tomáš Malec nella sconfitta interna per 2-4 contro l'Odd. Il 25 settembre ha trovato la prima rete nella massima divisione locale, nella sconfitta casalinga contro il Sogndal per 1-2. Ha chiuso la stagione con 8 presenze e 2 reti.
L'anno successivo ha totalizzato 37 presenze e 4 reti in tra tutte le competizioni. Ha contribuito alla vittoria finale del Norgesmesterskapet 2017 da parte del suo Lillestrøm.
Il 31 gennaio 2019 è passato ai turchi dell'Osmanlıspor con la formula del prestito.
Il 16 febbraio 2023, svincolato dopo l'esperienza al Lillestrøm: ha firmato un contratto valido per i successivi due anni e mezzo, scegliendo di vestire la maglia numero 12.

### Nazionale
Mathew ha partecipato al mondiale Under-20 2015 con la Nigeria, giocando un solo incontro nel corso della manifestazione: il 1º giugno è stato infatti schierato titolare nella sconfitta per 2-4 contro il Brasile. La formazione africana è stata poi eliminata agli ottavi di finale dalla Germania.
Il 17 ottobre 2015 ha invece effettuato il proprio esordio in Nazionale maggiore, in occasione della vittoria per 2-0 sul Burkina Faso in una sfida di qualificazione al Campionato delle Nazioni Africane 2016.

## Statistiche

### Presenze e reti nei club
Statistiche aggiornate al 16 febbraio 2023.
| Stagione          | Club               | Campionato        | Campionato | Campionato | Coppe nazionali | Coppe nazionali | Coppe nazionali | Coppe continentali | Coppe continentali | Coppe continentali | Supercoppe | Supercoppe | Supercoppe | Totale | Totale |
| Stagione          | Club               | Comp              | Pres       | Reti       | Comp            | Pres            | Reti            | Comp               | Pres               | Reti               | Comp       | Pres       | Reti       | Pres   | Reti   |
| ----------------- | ------------------ | ----------------- | ---------- | ---------- | --------------- | --------------- | --------------- | ------------------ | ------------------ | ------------------ | ---------- | ---------- | ---------- | ------ | ------ |
| 2015              | El-Kanemi Warriors | PL                | ?          | ?          | FACup           | ?               | ?               | -                  | -                  | -                  | -          | -          | -          | ?      | ?      |
| feb.-lug. 2016    | Kano Pillars       | PL                | ?          | ?          | FACup           | ?               | ?               | -                  | -                  | -                  | -          | -          | -          | ?      | ?      |
| lug.-dic. 2016    | Lillestrøm         | ES                | 8          | 2          | CN              | -               | -               | -                  | -                  | -                  | -          | -          | -          | 8      | 2      |
| 2017              | Lillestrøm         | ES                | 30         | 3          | CN              | 7               | 1               | -                  | -                  | -                  | -          | -          | -          | 37     | 4      |
| 2018              | Lillestrøm         | ES                | 30         | 4          | CN              | 6               | 3               | UEL                | 2                  | 0                  | SN         | 1          | 0          | 39     | 7      |
| gen.-giu. 2019    | Osmanlıspor        | 1L                | 10         | 0          | CT              | -               | -               | -                  | -                  | -                  | -          | -          | -          | 10     | 0      |
| lug.-dic. 2019    | Lillestrøm         | ES                | 11+1       | 0          | CN              | -               | -               | -                  | -                  | -                  | -          | -          | -          | 12     | 0      |
| 2020              | Lillestrøm         | 1D                | 29         | 0          | -               | -               | -               | -                  | -                  | -                  | -          | -          | -          | 29     | 0      |
| 2021              | Lillestrøm         | ES                | 30         | 2          | CN              | 4               | 1               | -                  | -                  | -                  | -          | -          | -          | 34     | 1      |
| 2022              | Lillestrøm         | ES                | 29         | 2          | CN              | 3               | 1               | -                  | -                  | -                  | -          | -          | -          | 32     | 3      |
| Totale Lillestrøm | Totale Lillestrøm  | Totale Lillestrøm | 167+1      | 13         |                 | 20              | 6               |                    | 2                  | 0                  |            | 1          | 0          | 191    | 19     |
| feb.-giu. 2023    | Zurigo             | SL                | 0          | 0          | CS              | -               | -               | UEL                | -                  | -                  | -          | -          | -          | ?      | ?      |
| Totale            | Totale             | Totale            | 217+1+     | 14+0+      |                 | 20+             | 6+              |                    | 2                  | 0                  |            | 1          | 0          | 241+   | 20+    |

### Cronologia presenze e reti in nazionale
| Cronologia completa delle presenze e delle reti in nazionale ― Nigeria | Cronologia completa delle presenze e delle reti in nazionale ― Nigeria | Cronologia completa delle presenze e delle reti in nazionale ― Nigeria | Cronologia completa delle presenze e delle reti in nazionale ― Nigeria | Cronologia completa delle presenze e delle reti in nazionale ― Nigeria | Cronologia completa delle presenze e delle reti in nazionale ― Nigeria | Cronologia completa delle presenze e delle reti in nazionale ― Nigeria | Cronologia completa delle presenze e delle reti in nazionale ― Nigeria |
| Data                                                                   | Città                                                                  | In casa                                                                | Risultato                                                              | Ospiti                                                                 | Competizione                                                           | Reti                                                                   | Note                                                                   |
| ---------------------------------------------------------------------- | ---------------------------------------------------------------------- | ---------------------------------------------------------------------- | ---------------------------------------------------------------------- | ---------------------------------------------------------------------- | ---------------------------------------------------------------------- | ---------------------------------------------------------------------- | ---------------------------------------------------------------------- |
| 17-10-2015                                                             | Port Harcourt                                                          | Nigeria                                                                | 2 – 0                                                                  | Burkina Faso                                                           | Qual. Campionato delle Nazioni Africane 2016                           | -                                                                      |                                                                        |
| 25-10-2015                                                             | Ouagadougou                                                            | Burkina Faso                                                           | 0 – 0                                                                  | Nigeria                                                                | Qual. Campionato delle Nazioni Africane 2016                           | -                                                                      |                                                                        |
| 6-1-2016                                                               | Pretoria                                                               | Nigeria                                                                | 0 – 0                                                                  | Angola                                                                 | Amichevole                                                             | -                                                                      |                                                                        |
| 18-1-2016                                                              | Kigali                                                                 | Nigeria                                                                | 4 – 1                                                                  | Niger                                                                  | Campionato delle Nazioni Africane 2016                                 | -                                                                      |                                                                        |
| 22-1-2016                                                              | Kigali                                                                 | Tunisia                                                                | 1 – 1                                                                  | Nigeria                                                                | Campionato delle Nazioni Africane 2016                                 | -                                                                      |                                                                        |
| 26-1-2016                                                              | Gisenyi                                                                | Guinea                                                                 | 1 – 0                                                                  | Nigeria                                                                | Campionato delle Nazioni Africane 2016                                 | -                                                                      |                                                                        |
| Totale                                                                 |                                                                        | Presenze                                                               | 6                                                                      |                                                                        | Reti                                                                   | 0                                                                      |                                                                        |

## Palmarès

### Club

#### Competizioni nazionali
- Coppa di Norvegia: 1

Lillestrøm: 2017

### Nazionale
- Coppa delle Nazioni Africane Under-20: 1

2015